# 玛姬·林赛·哈伯曼
玛姬·林赛·哈伯曼（1973年10月30日—）是美国记者。她是《纽约时报》的白宫记者和CNN的政治分析员。她先前曾在《纽约邮报》、《纽约每日新闻》和《政客》担任政治记者。

## 早年生活
瑪姬·林賽·哈伯曼（ Maggie Lindsy Haberman）於1973年10月30日出生於紐約，是克萊德·哈伯曼（Clyde Haberman）的女兒（後來成為《紐約時報》的長期記者）。 哈伯曼的母親在魯迪·朱利安尼（Rudy Giuliani）的同名創始人被稱為“the dean of damage control”的“公眾力量”，哈伯曼的母親為包括唐纳德·特朗普（Donald Trump）在內的紐約有影響力的客戶名單做了工作。 三年級的歌手哈伯曼（Haberman）在PS 75艾米莉·狄金森學校（Emily Dickinson School）的音樂劇《安妮》（Annie）的表演中扮演主角。她是1991年畢業於紐約市一所私立預科學校倫理文化菲爾德斯頓學校的畢業生，其後是紐約揚克斯的一所私立文科學院薩拉勞倫斯學院，並於1995年獲得學士學位。

## 职业生涯
哈伯曼（Haberman）在2015年初被《紐約時報》聘請為2016年美国总统大选的政治記者。 據一位評論員稱，“哈伯曼與格倫·圖魯斯組成了一支強大的新聞標簽小組”。 
莉茲·加布斯（Liz Garbus）的紀錄片系列《第四莊園》中，她作為時報白宮工作人員的報道風格。在涉及特朗普政府的日常工作中，她的日常挫折中，還顯示出她作為母親的角色在緊張的時刻被打擾，接孩子的電話，在某個時候向她的電話宣告：“你不能在噩夢中死去。” 

### 特朗普总统期间的报導
哈伯曼在特朗普政府期間舉足輕重，經常發布有關政府的新聞。  2018年，哈伯曼對特朗普政府的報道獲得了普利策國家報道獎（與《泰晤士報》和《華盛頓郵報》的同事分享）， 白宮記者協會的個人阿爾多·貝克曼紀念獎， 和紐約新聞婦女俱樂部（Newswomen's Club）授予的年度新聞頭版獎。  特朗普本人曾多次對《紐約時報》的負面報道作出回應，稱她為“希拉裏蓬勃發展”和“三流記者”。 
2016年10月，即唐纳德·特朗普在美国总统大选中击败希拉里·克林顿的一个月前，维基解密发布了一份文件，概述了克林顿的竞选活动如何诱使哈伯曼在《政客》上发表同情的故事。但是随后，哈伯曼（Haberman）發現有关克林顿（Clinton）的故事却比竞选所希望的要复杂得多，也更具有批评意义。 另一方面，哈伯曼（Haberman）在报道涉及2016年大选的两名总统候选人的丑闻的报告中采用双重标准遭到批评。据报道，哈伯曼和《纽约时报》过多地报道了希拉里·克林顿的电子邮件争议，而不是与竞争对手唐纳德·特朗普有关的众多丑闻。包括他的性行为不端指控。   
2020年1月，代表尼克·桑德曼（Nick Sandmann）的律师宣布，他们正在起诉哈伯曼因报道2019年林肯纪念堂（Lincoln Memorial）对证而诽谤她，哈伯曼也是其中之一。

## 个人生活
2003年11月，哈伯曼在曼哈頓的Tribeca Rooftop屋頂上嫁給了同樣是記者的達雷·阿戴什·格里高利安（Dareh Ardashes Gregorian）。他們和三名孩子住在布鲁克林。